# Italian Open 2023 (теніс)
Italian Open 2023 — тенісний турнір, що проходив на ґрунтових кортах у місті Rome (Італія) з 8 по 19 травня. Належав до категорій ATP Masters 1000 та WTA 1000, був турніром серії Мастерс Рим 2023 року.

## Фінальна частина

### Чоловіки, одиночний розряд
Данило Медведєв —  Гольгер Руне 7–5, 7–5

### Жінки, одиночний розряд
Олена Рибакіна —  Ангеліна Калініна 6–4, 1–0, ret.

### Чоловіки, парний розряд
Юго Нис /  Ян Зелінський —  Робін Гаасе /  Ботік ван де Зандсгулп 7–5, 6–1

### Жінки, парний розряд
Сторм Гантер /  Елісе Мертенс —  Коко Гофф /  Джессіка Пегула 6–4, 6–4